# Condado de Wąbrzeźno
Condado de Wąbrzeźno (polonês: powiat wąbrzeski) é um powiat (condado) da Polônia, na voivodia da Cujávia-Pomerânia. A sede do condado é a cidade de Wąbrzeźno. Estende-se por uma área de 501,31 km², com 35 023 habitantes, segundo o censo de 2005, com uma densidade de 69,86 hab/km².

## Divisões admistrativas
O condado possui:
Comunas urbanas: Wąbrzeźno
Comunas rurais: Dębowa Łąka, Książki, Płużnica, Wąbrzeźno
Cidades: Wąbrzeźno

## Demografia
População (dados de 30 de Junho de 2005):
|          | Total   | Total | Mulheres | Mulheres | Homens  | Homens |
| -------- | ------- | ----- | -------- | -------- | ------- | ------ |
|          | pessoas | %     | pessoas  | %        | pessoas | %      |
| Total    | 35 023  | 100   | 17 880   | 51,1     | 17 143  | 48,9   |
| Cidades  | 13 937  | 100   | 7354     | 52,8     | 6583    | 47,2   |
| Povoados | 21 086  | 100   | 10 526   | 49,9     | 10 560  | 50,1   |